# Ecclesia in Africa
Ecclesia in Africa – adhortacja papieża Jana Pawła II wydana w roku 1995.
Dokument jest owocem obrad I Zgromadzenia Specjalnego Synodu Biskupów dla Afryki (10 kwietnia-8 maja 1994). We wprowadzeniu papież podkreślił, iż «wybiła godzina Afryki», tzn. nastał czas do większego zaangażowania w dzieło ewangelizacji na tym kontynencie. Jan Paweł II podpisał adhortację w Jaunde, 14 września 1995, podczas swojej 67. podróży apostolskiej do Kamerunu, RPA, Kenii.
Głównymi tematami, poruszonymi w dokumencie są:
- kolegialność i komunia z Kościołem powszechnym
- fazy ewangelizacji kontynentu afrykańskiego
- obecna sytuacja Kościoła afrykańskiego
- wartość kultury afrykańskiej
- dzisiejsze problemy duszpasterskie, m.in. trwałość małżeństwa i powołania, trudności polityczne
- inkulturacja
- dbałość o integralny rozwój człowieka
- rola mediów
- sakramenty (chrzest, kapłaństwo)
- formacja, pogłębianie wiary, rola świadectwa
- rodzina
- struktury ewangelizacji, kler i laikat, osoby konsekrowane
- szkolnictwo
- rola narodu, wymiar międzynarodowy
- plaga AIDS
- wojna, uchodźcy, zadłużenie zagraniczne
- rola kobiety
- solidarność z Afryką

Dokument kończy ułożona przez Jana Pawła II Modlitwa do Maryi, Matki Kościoła.